# Ambleside
Ambleside – miasto w Anglii, w Kumbrii, w dystrykcie (unitary authority) Westmorland and Furness. Leży 52 km na południe od miasta Carlisle i 376 km na północny zachód od Londynu. Miasto liczy 2600 mieszkańców.